# مايك جارفيس
مايك جارفيس (بالإنجليزية: Mike Jarvis)‏ هو مدرب كرة سلة أمريكي، ولد في 12 أبريل 1945 في كامبريدج في الولايات المتحدة.

## وصلات خارجية
- مايك جارفيس على موقع كلية كرة السلة في سبورتس رفرنس.كوم (الإنجليزية)

- الموقع الرسمي